# Cidre breton
Le cidre breton ou cidre de Bretagne est une variété de cidre produit en Bretagne, dont il est un produit emblématique. Le cidre de Bretagne est le produit de la fermentation de moûts de pomme à cidre frais, produits et mis en œuvre en Bretagne, peuvent être d'origine de moûts concentrés dans la mesure où la proportion ne dépasse pas 40 % du volume total de moûts.

## Caractéristiques

### L’IGPcidre de Bretagneoucidre breton
L’appellation cidre de Bretagne ou cidre breton est une indication géographique protégée depuis 2000. Elle englobe la production de la majeure partie de la Sarthe et de la Mayenne. Selon l’Union nationale interprofessionnelle cidricole, « les cidres de Bretagne se caractérisent par une couleur qui varie du « jaune paille » à la teinte « brun acajou » selon la composition variétale locale et le terroir et par des arômes riches, charpentés et rustiques, aux notes fruitées et fleuries, enrichies d’arômes de maturation (notes épicées). Selon les catégories de cidre, les caractères sucre, amertume, acidité et astringence présentent un équilibre spécifique propre à chaque fabricant de cidre de Bretagne en fonction des mélanges variétaux et du savoir faire. »

### Le Cornouaille
Le cidre de Cornouaille est un cidre breton bénéficiant d'une appellation d'origine contrôlée délivrée pour le Comité Cidricole de Développement et de Recherche Fouesnantais et Finistérien (CIDREF) en 1996, propre au cidre produit sur le littoral de Quimper,. 
Selon le guide de l’amateur de cidre 2015 Petit Futé, « [ce] cidre a un aspect limpide, une couleur dorée-orangée, une mousse généreuse dans le verre avec de fines bulles agiles et tenaces. Au nez, après de bonnes premières sensations engageantes, on découvre une complexité aromatique où l’on peut retrouver les arômes floraux, fruités ou légèrement épicés. En bouche, après une attaque souple, on découvre une belle amplitude s’arrondissant en bouche autour d’une dominante douce-amère. La fin de bouche est fruitée avec une très légère astringence. »

### Le Guillevic
Le Guillevic devenu Royal Guillevic est un cidre breton haut de gamme, équilibré en sucre, proche de la catégorie demi-sec, exclusivement produit à partir de pommes à cidre à la saveur acidulée de la variété ‘Guillevic’, pur jus, non gazéifié, non édulcoré, non pasteurisé, produit dans le golfe du Morbihan,.  Il bénéficie d'un label rouge depuis juin 2000 pour les producteurs et transformateurs de l'aire géographique adhérents à l'association Royal Guillevic, concernés par le suivi précis et exigeant du cahier des charges.
Il est selon un guide de l’amateur de cidre 2015 Petit Futé, « le Royal Guillevic possède une saveur acidulée et arômes fins de fruits frais, de fleurs et de fruits exotiques tel que l’ananas. Sa robe est jaune pâle, nimbée de reflets verts, cristalline. Ses bulles sont fines et persistantes. »

### Le Domaine de Kervéguen
En 1993, le cidrier Éric Baron investit le Domaine de Kervéguen pour produire trois cuvées issue de l'agriculture biologique, le « Carpe Diem Prestige », le « Brut » et la « Cuvée du paysan ». La cuvée « Carpe Diem Prestige » se retrouve sur la table de l'Élysée depuis 1997.

## Consommation

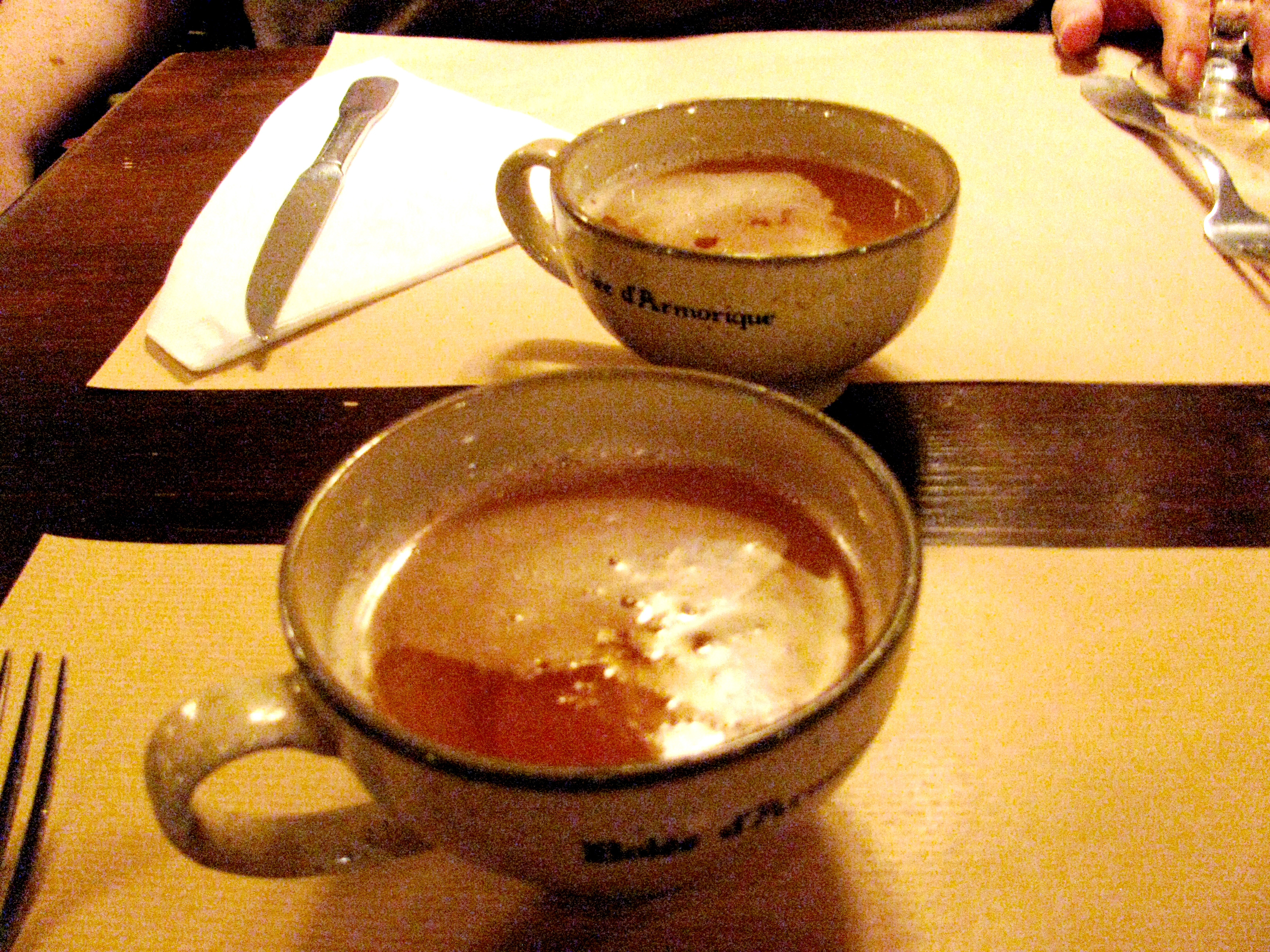
Bolées de cidre breton : un symbole de la convivialité et de l'accueil breton avec le cidre servi dans sa tasse traditionnelle.

La consommation de cidre en Bretagne atteint un maximum entre la seconde moitié du XIXe siècle à la fin de la Seconde Guerre mondiale. La production est essentiellement à usage domestique : le cidre est la boisson quotidienne dans les fermes et dans les villes, à défaut d’eau potable. À Rennes, en 1852, on en consomme 491 litres par habitant, puis 400 litres par habitant à Fougères en 1905. À Redon, on l’estime à un litre par personne par repas, mais c’est aussi une boisson consommée hors de table : de cinq à dix litres pour un laboureur de Châteaubriant pendant les travaux des champs.
Au XXe siècle, le vin remplace le cidre comme boisson de consommation courante. En 2023, la consommation de cidre n'est plus que de 1,23 litre par adulte et par an.
Le graphique qui aurait dû être présenté ici ne peut pas être affiché car il utilise l'ancienne extension Graph, désactivée pour des questions de sécurité. Des indications pour créer un nouveau graphique avec la nouvelle extension Chart sont disponibles ici.

|                  | Consommation de cidre en milliers d’hectolitres | Consommation de cidre en milliers d’hectolitres | Consommation de vin en milliers d’hectolitres | Consommation de vin en milliers d’hectolitres |
| Département      | 1950–51                                         | 1961–62                                         | 1950–51                                       | 1961–62                                       |
| ---------------- | ----------------------------------------------- | ----------------------------------------------- | --------------------------------------------- | --------------------------------------------- |
| Côtes-du-Nord    | 419                                             | 166                                             | 205                                           | 469                                           |
| Finistère        | 155                                             | 39                                              | 654                                           | 894                                           |
| Ille-et-Vilaine  | 480                                             | 196                                             | 193                                           | 454                                           |
| Loire-Atlantique | 141                                             | 39                                              | 686                                           | 913                                           |
| Morbihan         | 408                                             | 219                                             | 115                                           | 401                                           |

Le cidre breton est typiquement servi dans des récipients en terre cuite vernissée : les bolées, petits bols avec ou sans anse, et les moques de forme cylindrique.
L’alcool de pomme a aussi un usage industriel : il est utilisé pour le séchage de la poudre à munitions. Cette industrie bien établie en Bretagne offre un débouché à ce produit jusqu’à la Seconde Guerre mondiale.

## Histoire
La production de boissons fermentées à partir de pommes est attestée en Bretagne au VIIIe siècle.
Au XIIe siècle, des variétés de pommiers espagnoles sont greffées aux variétés locales pour améliorer leur concentration en tanins et la conservation des cidres.
Jusqu’à la fin du XIXe siècle, la récolte des pommes et la production de cidre est très aléatoire et les prix de vente varient dans les mêmes proportions, selon l’abondance de l’offre et sa qualité.
Le graphique qui aurait dû être présenté ici ne peut pas être affiché car il utilise l'ancienne extension Graph, désactivée pour des questions de sécurité. Des indications pour créer un nouveau graphique avec la nouvelle extension Chart sont disponibles ici.

Production comparée des cinq départements bretons entre une mauvaise et une très bonne année à la fin du XIXe siècle.

Vers la fin du XIXe siècle, l’Allemagne importe de grandes quantités de pommes acides, dont le cidre est peu apprécié en Bretagne et en France. Des variétés acides sont largement plantées en Ille-et-Vilaine dans le but d’augmenter les exportations, avec succès jusqu’à la Première Guerre mondiale. L’implantation de ces variétés influence durablement la saveur du cidre du Pays rennais.
Sous l'Occupation et juste après la Libération de la France, la circulation du cidre de la Bretagne vers la France, voire entre les départements bretons, est fortement limitée. La pénurie survient et les prix connaissent une forte inflation.
Après la Seconde Guerre mondiale, la modernisation de l’agriculture, le changement des habitudes alimentaires et la lutte contre l’alcoolisme conduisent ensuite à l’arrachage de plusieurs milliers d’hectares de pommiers. Entre les années 1950 et 1970, des primes à l’arrachage des pommiers et poiriers sont instaurées alors que les plantations sont fortement limitées. Les pouvoirs publics cherchent alors à rationaliser la production en favorisant les variétés de pommes les plus adaptées au terroir et en concentrant les cultures. La qualité sanitaire est améliorée par une réglementation imposant un degré d'alcool minimum de 5°. Parallèlement, la consommation de vin prend le pas sur la consommation du cidre en Bretagne.
Le graphique qui aurait dû être présenté ici ne peut pas être affiché car il utilise l'ancienne extension Graph, désactivée pour des questions de sécurité. Des indications pour créer un nouveau graphique avec la nouvelle extension Chart sont disponibles ici.

Évolution du verger cidricole breton (pommiers et poiriers) entre 1929 et 1965.
Après un minimum historique au début des années 1980, la production reprend avec le développement du tourisme, une démarche d’amélioration qualitative par les producteurs et la création d’appellations d’origine.